# Peter van Vossen
Peter Jacobus van Vossen (* 21. duben 1968, Zierikzee) je bývalý nizozemský fotbalista. Nastupoval především na postu útočníka.
S nizozemskou reprezentací získal bronzovou medaili na mistrovství Evropy ve fotbale 2000. Zúčastnil se i mistrovství světa ve fotbale 1994. V národním týmu působil v letech 1992-2000 a odehrál 31 utkání, v nichž vstřelil 9 branek.
S Ajaxem Amsterdam vyhrál Ligu mistrů 1994/95.
Za svou kariéru nasbíral šest mistrovských titulů, s Anderlechtem Brusel se stal mistrem Belgie (1992/93), s Glasgow Rangers dvakrát mistrem Skotska (1995/96, 1996/97), třikrát se stal mistrem Nizozemska – dvakrát s Ajaxem (1993/94, 1994/95), jednou s Feyenoordem Rotterdam (1998/99). S Rangers vyhrál i skotský pohár (1995/96).